# Бангсы (вокзал)
Крунгтеп Апиват (англ. Krung Thep Aphiwat Central Terminal, тайск. สถานีกลางกรุงเทพอภิวัฒน์, RTGS: Sathani Klang Krung Thep Aphiwat, [sā.tʰǎː.nīː klāːŋ krūŋ tʰêːp ʔà(ʔ).pʰí(ʔ).wát]), также известный под первым названием Бангсы (англ. Bang Sue Grand Station, тайск. สถานีกลางบางซื่อ, RTGS: Sathani Klang Bang Sue, [sā.tʰǎː.nīː klāːŋ bāːŋ sɯ̂ː]) — главная железнодорожная станция в районе Чатучак, центральный пассажирский терминал в Бангкоке и железнодорожный хаб Таиланда, крупнейший железнодорожный вокзал в ЮВА.

## Описание

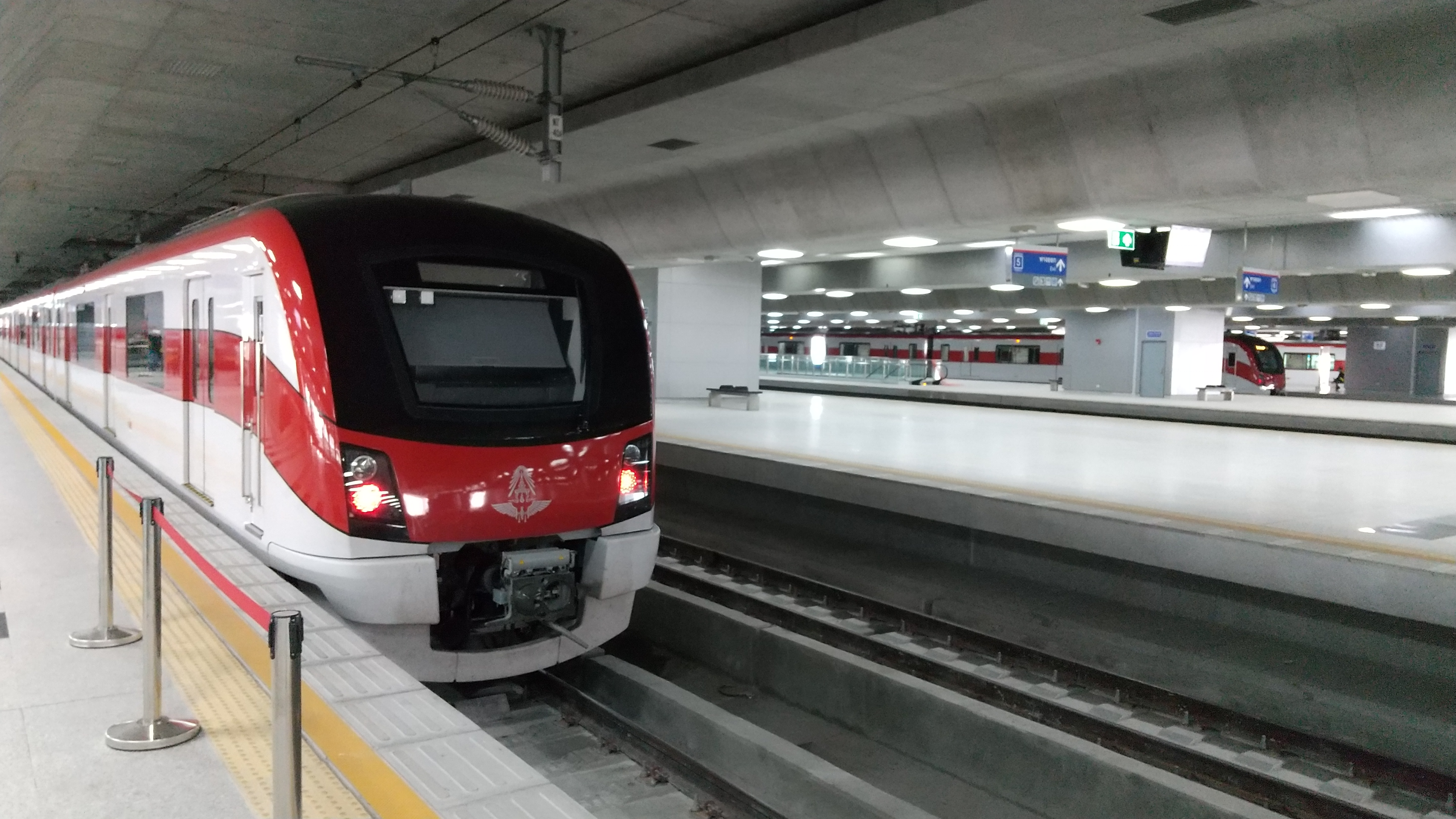
Платформы поездов городской электрички

Вокзал должен стать ядром железнодорожной транспортной системы города, направленной на повышение привлекательности железнодорожного транспорта у населения для междугородных, пригородных и внутригородских поездок. Стоимость проекта составила 93,95 млрд батов. У вокзала имеется 26 платформ, 12 из них предназначены для поездов дальнего следования, 4 платформы для поездов городской электрички, 2 платформы используются для поездов  MRT . Общая площадь терминала составляет 274 000 квадратных метров Длина терминала — 597 метров, ширина — 244 метра, высота 43 метра..
В здании вокзала можно выделить 5 уровней:
- Подземный уровень — включает в себя парковку примерно для 1700 автомобилей.
- Первый этаж — билетные кассы, магазины, фудкорты, офисы, залы ожидания, переход в метрополитен.
- Второй этаж — платформы городской электрички  SRT  и  SRT  и поездов дальнего следования.
- Третий этаж — запланированы платформы для линии   ARL  и высокоскоростных международных поездов.
- Чердачный этаж — торговые площади и центр управления движением.

Также запланирован королевский сад в честь короля Рамы V с прудом и фонтанами.

### Транспортная доступность
Вокзал соединен подземным переходом со станций метро «Бангсы» линии  MRT .

### Тарифная политика
Пересадка с поездов дальнего следования на городскую электричку бесплатна.

### Дизайн

#### Часы
28 октября 2019 года были установлены главные часы на центральном фасаде. Изготовителем часов диаметром 6,1 метра стала американская компания Electric Time Company Inc из Мидфилда, Массачусетс. Работа над дизайном началась в сентябре 2015 года. Вес изделия составляет около 4 тонн. Белый циферблат имеет светодиодную подсветку, внутри установлен автоматический контроллер. Корпус, деления и стрелки изготовлены из алюминия. На часах есть только одна цифра, 9. Это является посвящением королю Раме IX. Часы были разобраны на модули, и вновь собраны в Таиланде.

## История
Строительство комплекса было начато в 2013 году.
Станция была открыта 2 августа 2021 для обслуживания линий городских электричек  SRT  и  SRT .
В период с мая 2021 года по сентябрь 2022 года помещения вокзала использовались в качестве госпиталя, специализировавшегося на лечении Ковид-19.
29 сентября 2022 года вокзал был переименован в Крунгтеп Апиват (что в переводе означает «процветание Бангкока») королем Таиланда.
19 января 2023 года началось обслуживание поездов дальнего следования. В 1 час 19 минут отправился первый поезд, именно этот факт послужил официальным открытием терминала. Новый вокзал стал конечной остановкой для 52 маршрутов поездов дальнего следования, вместо старого центрального вокзала Хуалампхонг. Запланировано перенести все маршруты с вокзала Хуалампхонг в Бангсы. Здание старого вокзала планируется сохранить в качестве музея..
В январе 2023 года 62 маршрута продолжали ходить от старого вокзала. Между вокзалами было запущено бесплатное автобусное сообщение.

## Критика
В 2022 году был заключен контракт на смену вывески вокзала из многометровых букв на сумму 33 200 000 батов с Unique Engineering and Construction Plc, что вызвало у широких масс критику и подозрения в коррупционном сговоре.

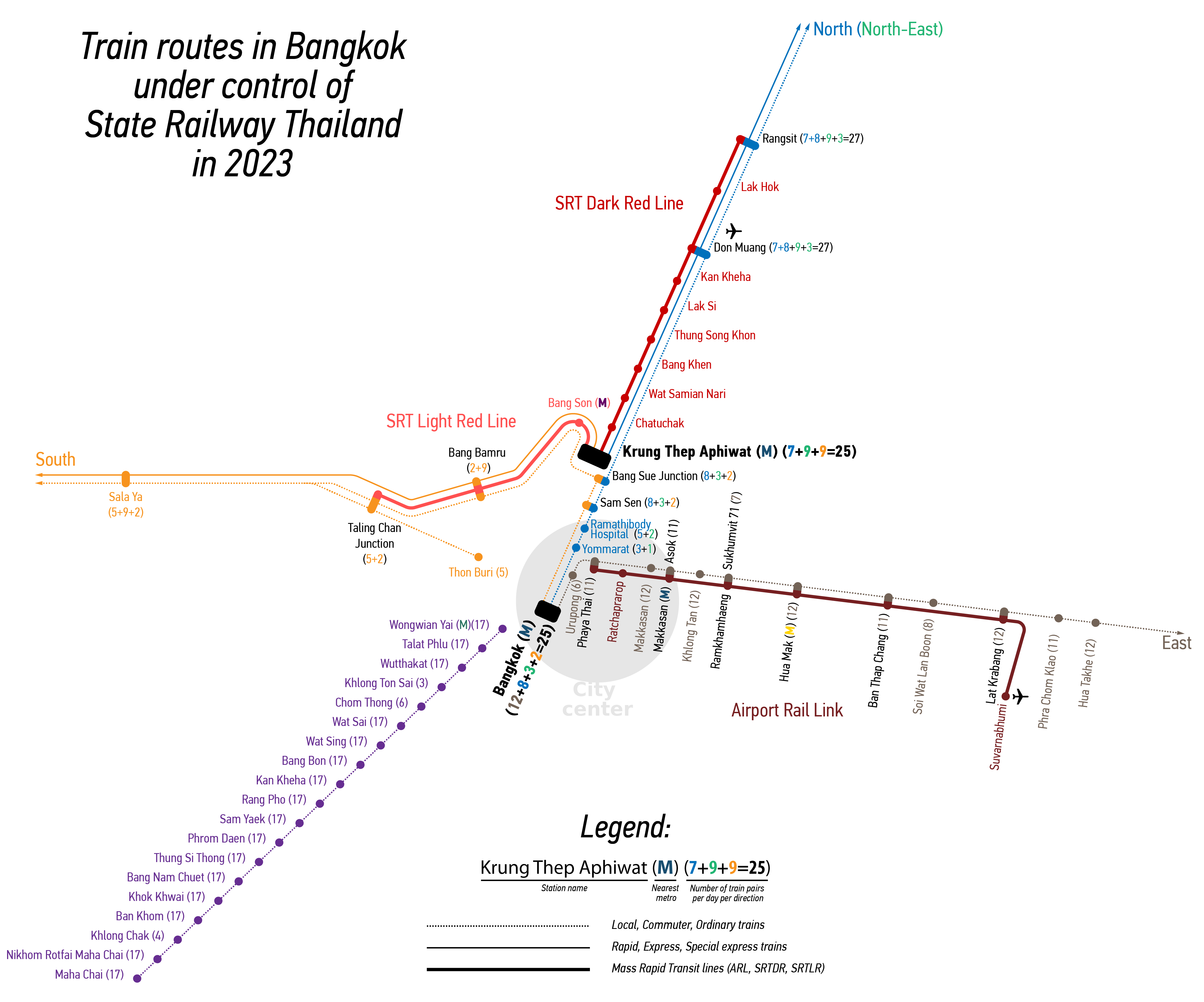
Схема линий Бангкока подведомственных SRT

Зимой 2023 года из-за несогласованности транспортных служб, многие пассажиры не были уведомлены о переносе конечной остановки их поездов в новый терминал. Кроме того, из-за особенностей организации движения все поезда, за исключением городской электрички, перестали останавливаться на станциях между Бангсы и аэропортом Донмыанг, о чем пассажиры не уведомлялись заранее.